# Kekuta Kunda
Kekuta Kunda är en ort i Gambia. Den ligger i regionen North Bank, i den västra delen av landet, 80 km öster om huvudstaden Banjul. Antalet invånare var 374 vid folkräkningen 2013.